# Veracruzomyces obclavatus
Veracruzomyces obclavatus är en svampart som beskrevs av Mercado, Guarro, Heredia & J. Mena 2002. Veracruzomyces obclavatus ingår i släktet Veracruzomyces, divisionen sporsäcksvampar och riket svampar.   Inga underarter finns listade i Catalogue of Life.